# (7150) McKellar
(7150) McKellar  es un asteroide perteneciente al cinturón de asteroides, descubierto el 11 de octubre de 1929 por Clyde Tombaugh desde el Observatorio Lowell, en Estados Unidos.

## Designación y nombre
McKellar se designó inicialmente como 1929 TD1.
Más adelante fue nombrado en honor al astrónomo canadiense  Andrew McKellar (1910-1960).

## Características orbitales
McKellar orbita a una distancia media del Sol de 2,4193 ua, pudiendo acercarse hasta 1,9675 ua y alejarse hasta 2,8712 ua. Tiene una excentricidad de 0,1867 y una inclinación orbital de 3,3611° grados. Emplea en completar una órbita alrededor del Sol 1374 días.

## Características físicas
Su magnitud absoluta es 14,3. Tiene 8,439 km de diámetro. Su albedo se estima en 0,052.